# Неоподатковуваний мінімум
Неоподатковуваний мінімум доходів громадян або Мінімум доходів громадян, з якого не стягується податок — грошова сума розміром у 17 гривень, встановлена пунктом 5 підрозділу 1 розділу XX Податкового кодексу України, яка застосовується при посиланнях на неоподаткований мінімум доходів громадян в інших законах, за винятком норм адміністративного та кримінального законодавства у частині кваліфікації злочинів або правопорушень, для яких сума неоподатковуваного мінімуму встановлюється на рівні податкової соціальної пільги.
Історія змін неоподатковуваного мінімуму доходів в Україні наведена у таблиці:
| Розмір мінімуму | Термін дії            | Підстава                                                                                           |
| --------------- | --------------------- | -------------------------------------------------------------------------------------------------- |
| 185 крб.        | 01.07.1991—1.12.1991  | Закон України від 05.07.1991 № 1306-XII                                                            |
| 400 крб.        | 1.12.1991—01.05.1992  | Постанова Кабінету Міністрів України від 11.01.1992 № 17                                           |
| 900 крб.        | 01.05.1992—31.10.1992 | Постанова Кабінету Міністрів України від 26.05.1992 № 277                                          |
| 2300 крб.       | 01.11.1992—31.12.1992 | Постанова Верховної Ради України від 16.11.1992 № 2779-XII                                         |
| 4600 крб.       | 01.01.1993—31.05.1993 | Декрет Кабінету Міністрів України від 29.12.1992 № 19-92                                           |
| 13800 крб.      | 01.06.1993—31.08.1993 | Постанова Кабінету Міністрів України від 10.06.1993 № 433                                          |
| 40000 крб.      | 01.09.1993—30.11.1993 | Постанова Кабінету Міністрів України від 10.09.1993 № 719                                          |
| 120000 крб.     | 01.12.93—30.09.94     | Постанова Кабінету Міністрів України від 14.12.1993 № 1032                                         |
| 780000 крб.     | 01.10.1994—31.01.1995 | Указ Президента України від 31.10.1994 № 649/94                                                    |
| 1400000 крб.    | 01.02.1995—30.09.1995 | Указ Президента України від 03.02.1995 № 100/95                                                    |
| 1700000 крб.    | 01.10.1995—01.09.1996 | Указ Президента України від 21.11.1995 № 1082/95                                                   |
| 17 грн.         | 02.09.96 — 31.12.03   | Указ Президента України від 21.11.95 р. № 1082/95 Указ Президента України від 25.08.96 р. № 762/96 |
| 17 грн.         | 01.01.04 — 31.12.10   | Закон України від 22.05.03 р. № 889-IV                                                             |
| 17 грн.         | 01.01.11 — нині       | Податковий кодекс України від 02.12.10 р. № 2755-VI                                                |

З січня 2004 року при оподаткуванні замість поняття неоподатковуваний мінімум було введено поняття податкова соціальна пільга, яка розповсюджується лише на доходи громадян у формі заробітної плати і обмежена у використанні (використовується граничний показник доходу, для якого податкова соціальна пільга застосовується). Величина податкової соціальної пільги становила в:
2004 — 61,5 грн,
2005—131 грн,
2006—175 грн,
2007—200 грн,
2008—257,5 грн,
2009—302,5 грн,
2010—434,5 грн,
2011—470,5 грн,
2012—536,5 грн,
2013—573,5 грн,
2014—609 грн,
2015—609 грн,
2016—689 грн,
2017—800 грн,
2018—881 грн, 
2019—960,5 грн.
2020—1051 грн., 2021 - 1135 грн., 2022 - 1240,5 грн.
Детальний розрахунок неоподатковуваного мінімуму доходів громадян (НМДГ) на 2017, 2018 роки:
Пункт 5 підрозділу 1 розділу XX Податкового кодексу України
5. Якщо норми інших законів містять посилання на неоподатковуваний мінімум доходів громадян, то для цілей їх застосування використовується сума в розмірі 17 гривень, крім норм адміністративного та кримінального законодавства в частині кваліфікації адміністративних або кримінальних правопорушень, для яких сума неоподатковуваного мінімуму встановлюється на рівні податкової соціальної пільги, визначеної підпунктом 169.1.1 пункту 169.1 статті 169 розділу IV цього Кодексу для відповідного року.
Стаття 169 Податкового кодексу України. Перерахунок податку та податкові соціальні пільги
Податкова соціальна пільга становить:
169.1.1. у розмірі, що дорівнює 50 відсоткам розміру прожиткового мінімуму для працездатної особи (у розрахунку на місяць), встановленому законом на 1 січня звітного податкового року, — для будь-якого платника податку.
Стаття 7 Закону України «Про Державний бюджет України на 2017 рік».
Установити у 2017 році прожитковий мінімум на одну особу в розрахунку на місяць у розмірі: — для працездатних осіб: з 1 січня 2017 року — 1600 гривень.
Згідно зі статтею 7 Закону України “Про Державний бюджет на 2019 рік” з 1 січня 2019 року прожитковий мінімум для працездатної особи в розрахунку на місяць становить 1921 грн.
До 31 грудня 2015 року для цілей застосування підпункту 169.1.1 пункту 169.1 статті 169 Податкового кодексу України, податкова соціальна пільга надається в розмірі, що дорівнює 50 відсоткам розміру прожиткового мінімуму для працездатної особи (у розрахунку на місяць), встановленому законом на 1 січня звітного податкового року, — для будь-якого платника податку.
Використовується в деяких галузях права для розрахунків розміру штрафів, стягнень, визначення розміру судових витрат.